# BWF International Challenge 2014
Die BWF International Challenge 2014 war die achte Auflage der BWF International Challenge im Badminton.

## Turniere und Sieger
| Veranstaltung | Herreneinzel             | Dameneinzel          | Herrendoppel                               | Damendoppel                                 | Mixed                                      |
| ------------- | ------------------------ | -------------------- | ------------------------------------------ | ------------------------------------------- | ------------------------------------------ |
| Schweden      | Ville Lång               | Kirsty Gilmour       | Adam Cwalina Przemysław Wacha              | Eefje Muskens Selena Piek                   | Robert Blair Imogen Bankier                |
| China         | Ng Ka Long               | Liu Xin              | Wang Yilu Zhang Wen                        | Luo Ying Luo Yu                             | Wang Yilu Ou Dongni                        |
| Iran          | Sourabh Varma            | Tee Jing Yi          | Chen Hung-ling Lu Chia-bin                 | Amelia Alicia Anscelly Soong Fie Cho        | nicht ausgetragen                          |
| Österreich    | Sourabh Varma            | Pai Hsiao-ma         | Chen Hung-ling Lu Chia-bin                 | Gabriela Stoeva Stefani Stoeva              | Robert Mateusiak Agnieszka Wojtkowska      |
| Polen         | Brice Leverdez           | Yuka Kusunose        | Adam Cwalina Przemysław Wacha              | Anastasia Chervyakova Nina Vislova          | Vitaliy Durkin Nina Vislova                |
| Vietnam       | Nguyễn Tiến Minh         | Hung Shih-han        | Selvanus Geh Kevin Sanjaya Sukamuljo       | Yano Chiemi Yumiko Nishiyama                | Alfian Eko Prasetya Annisa Saufika         |
| Frankreich    | Pablo Abián              | Beatriz Corrales     | Adam Cwalina Przemysław Wacha              | Imogen Bankier Petya Nedelcheva             | Robert Blair Imogen Bankier                |
| Japan         | Ng Ka Long               | Yui Hashimoto        | Kenta Kazuno Kazushi Yamada                | Shizuka Matsuo Mami Naito                   | Muhammad Rizal Vita Marissa                |
| Finnland      | Emil Holst               | Line Kjærsfeldt      | Anders Skaarup Rasmussen Kim Astrup        | Line Damkjær Kruse Marie Røpke              | Anders Skaarup Rasmussen Lena Grebak       |
| Peru          | Osleni Guerrero          | Zhang Beiwen         | Matijs Dierickx Freek Golinski             | Eva Lee Paula Obanana                       | Christian Christianto Eva Lee              |
| Spanien       | Joachim Persson          | Kirsty Gilmour       | Łukasz Moreń Wojciech Szkudlarczyk         | Gabriela Stoeva Stefani Stoeva              | Robert Blair Imogen Bankier                |
| Nigeria       | Misha Zilberman          | Jeanine Cicognini    | Andries Malan Willem Viljoen               | Dorcas Ajoke Adesokan Maria Braimoh         | Joseph Abah Eneojo Tosin Damilola Atolagbe |
| Sri Lanka     | Lee Hyun-il              | P. C. Thulasi        | Danny Bawa Chrisnanta Chayut Triyachart    | Phataimas Muenwong Kilasu Ostermeyer        | Akshay Dewalkar Pradnya Gadre              |
| Russland      | Dieter Domke             | Petya Nedelcheva     | Łukasz Moreń Wojciech Szkudlarczyk         | Ekaterina Bolotova Evgeniya Kosetskaya      | Evgeny Dremin Evgenia Dimova               |
| Indonesien    | Lee Hyun-il              | Mayu Matsumoto       | Fajar Alfian Muhammad Rian Ardianto        | Suci Rizky Andini Tiara Rosalia Nuraidah    | Ronald Alexander Melati Daeva Oktavianti   |
| Guatemala     | Pablo Abián              | Jeanine Cicognini    | Laurent Constantin Matthieu Lo Ying Ping   | Eva Lee Paula Obanana                       | Howard Shu Eva Lee                         |
| Ukraine       | Rasmus Fladberg          | Linda Setschiri      | Gennadiy Natarov Artem Pochtarev           | Natalya Voytsekh Yelyzaveta Zharka          | Artem Pochtarev Olena Prus                 |
| Belgien       | Hans-Kristian Vittinghus | Michelle Li          | Mathias Christiansen David Daugaard        | Eefje Muskens Selena Piek                   | Jacco Arends Selena Piek                   |
| Australien    | Riichi Takeshita         | Yuki Fukushima       | Bao Zilong Qi Shuangshuang                 | Yuki Fukushima Sayaka Hirota                | Sawan Serasinghe Setyana Mapasa            |
| Tschechien    | Marc Zwiebler            | Michelle Li          | Adam Cwalina Przemysław Wacha              | Rachel Honderich Michelle Li                | Jonathan Nordh Emelie Fabbeke              |
| Bulgarien     | Marc Zwiebler            | Beatriz Corrales     | Selvanus Geh Kevin Sanjaya Sukamuljo       | Della Destiara Haris Gebby Ristiyani Imawan | Fran Kurniawan Komala Dewi                 |
| Schweiz       | Jonatan Christie         | Hana Ramadhini       | Peter Gabriel Magnaye Paul Jefferson Vivas | Gabriela Stoeva Stefani Stoeva              | Ronan Labar Émilie Lefel                   |
| USA           | Henri Hurskainen         | Kaori Imabeppu       | Takuro Hoki Yugo Kobayashi                 | Naoko Fukuman Kurumi Yonao                  | Toby Ng Alexandra Bruce                    |
| Brasilien     | Henri Hurskainen         | Iris Wang            | Bastian Kersaudy Gaëtan Mittelheisser      | Alexandra Bruce Phyllis Chan                | Laurent Constantin Laura Choinet           |
| Bahrain       | Firman Abdul Kholik      | P. C. Thulasi        | Yohanes Rendy Sugiarto Afiat Yuris Wirawan | Ekaterina Bolotova Evgeniya Kosetskaya      | Vitaliy Durkin Nina Vislova                |
| Malaysia      | Lee Hyun-il              | Chen Jiayuan         | Lin Chia-yu Wu Hsiao-lin                   | Ayane Kurihara Naru Shinoya                 | Hafiz Faizal Shella Devi Aulia             |
| Wales         | Kieran Merrilees         | Beatriz Corrales     | Matthew Nottingham Harley Towler           | Heather Olver Lauren Smith                  | Chris Coles Sophie Brown                   |
| Bangladesch   | Lim Chi Wing             | Neslihan Yiğit       | Low Juan Shen Ong Yew Sin                  | Pradnya Gadre Siki Reddy                    | Tan Chee Tean Shevon Jemie Lai             |
| Irland        | Ng Ka Long               | Beatriz Corrales     | Adam Cwalina Przemysław Wacha              | Emelie Fabbeke Lena Grebak                  | Niclas Nøhr Sara Thygesen                  |
| Italien       | Andre Kurniawan Tedjono  | Sashina Vignes Waran | Marcus Ellis Chris Langridge               | Samantha Barning Iris Tabeling              | Ronan Labar Émilie Lefel                   |
| Indien        | H. S. Prannoy            | Ruthvika Shivani     | Manu Attri B. Sumeeth Reddy                | Aparna Balan Prajakta Sawant                | Manu Attri Siki Reddy                      |